# Davide Appollonio
Davide Appollonio, né le 2 juin 1989 à Isernia dans le Molise, est un coureur cycliste italien, membre de l'équipe Amore & Vita-Prodir. Il a notamment remporté au sprint une étape sur le Tour de Luxembourg 2011.

## Biographie

### Débuts cyclistes et carrière chez les amateurs
Durant l'année 2009, Davide Appollonio remporte quatre victoires en catégorie amateur. Il participe également à des courses classées 1.Ncup ou 1.U23. Il termine ainsi 2e de la dernière étape du Tour du Frioul-Vénétie julienne.

### Carrière professionnelle

#### 2009-2010: débuts professionnels chez Cervélo
En fin de saison 2009, Davide Appollonio est stagiaire au sein de l'équipe suisse Cervélo à compter du mois d'août. Il fait ses débuts lors du Tour d'Irlande avant d'enchaîner avec le Tour de Grande-Bretagne. Là, il démontre sa bonne pointe de vitesse en terminant cinquième de la troisième étape arrivant à Gretna Green et remportée par Edvald Boasson Hagen. Il obtient une autre place dans les dix premiers à l'occasion de l'antépénultième étape. Son passage s'avérant concluant, il signe un contrat professionnel de deux ans avec l'équipe emmenée par Carlos Sastre et Thor Hushovd.
Il s'illustre dès sa deuxième course de la saison 2010 en permettant à son coéquipier Theo Bos de remporter la Clásica de Almería, dont il prend la cinquième place. Il connaît ensuite presque six mois sans résultat significatif. Mais à l'occasion du Tour du Limousin, en août, il gagne la quatrième étape en s'échappent à deux kilomètres de Limoges, ville d'arrivée, devant José Joaquín Rojas et Samuel Dumoulin, signant ainsi sa première victoire professionnelle. Il finit en alignant deux deuxième place sur des classiques françaises classées 1.HC, le Grand Prix de Fourmies et le Tour de Vendée. Il obtient également une septième place lors de la Coppa Sabatini que son compatriote Riccardo Riccò remporte.

#### 2011-2012: Sky
L'équipe Cervélo disparaissant en fin d'année 2010, Appollonio s'engage pour la saison 2011 avec l'équipe britannique Sky,. Durant ses premiers mois avec cette équipe, il passe plusieurs fois près d'une victoire au sprint. Il est ainsi deuxième ou troisième d'étapes du Tour méditerranéen, du Tour d'Andalousie, du Tour de Murcie. En mai, il dispute le Tour d'Italie. Il est deuxième de la douzième étape, battu au sprint par Mark Cavendish. Il abandonne le lendemain comme la majorité des sprinteurs présents sur la course. Il obtient son premier succès avec Sky le mois suivant, lors du Tour de Luxembourg, dont il gagne la troisième étape. En août, il remporte la première étape du Tour du Poitou-Charentes et est leader du classement général pendant deux jours. Au total, il termine à vingt-trois reprises parmi les dix premiers d'une course lors de sa première saison avec Sky.
Avec l'arrivée de Mark Cavendish au sein de l'équipe Sky en 2012, Davide Appollonio voit les possibilités de pouvoir jouer sa carte au sprint réduites. Il obtient un rôle de leader de cet exercice à l'occasion du Tour du Pays basque en avril, où il décroche une troisième place. Il ne dispute pas son tour national, Cavendish y occupant déjà le rôle de sprinteur. Il est en revanche présent au Tour de Luxembourg en juin et n'est battu que par André Greipel à l'issue de la première étape s'achevant à Hesperange. Un mois plus tard, sur le Tour de Wallonie, il bute sur la domination sans partage de Danilo Napolitano lors des sprints, parvenant tout de même à glaner trois podiums. Il achève la saison sans victoire, pour la première fois depuis qu'il est passé professionnel, trois ans auparavant.

#### 2013-2014: chez AG2R La Mondiale

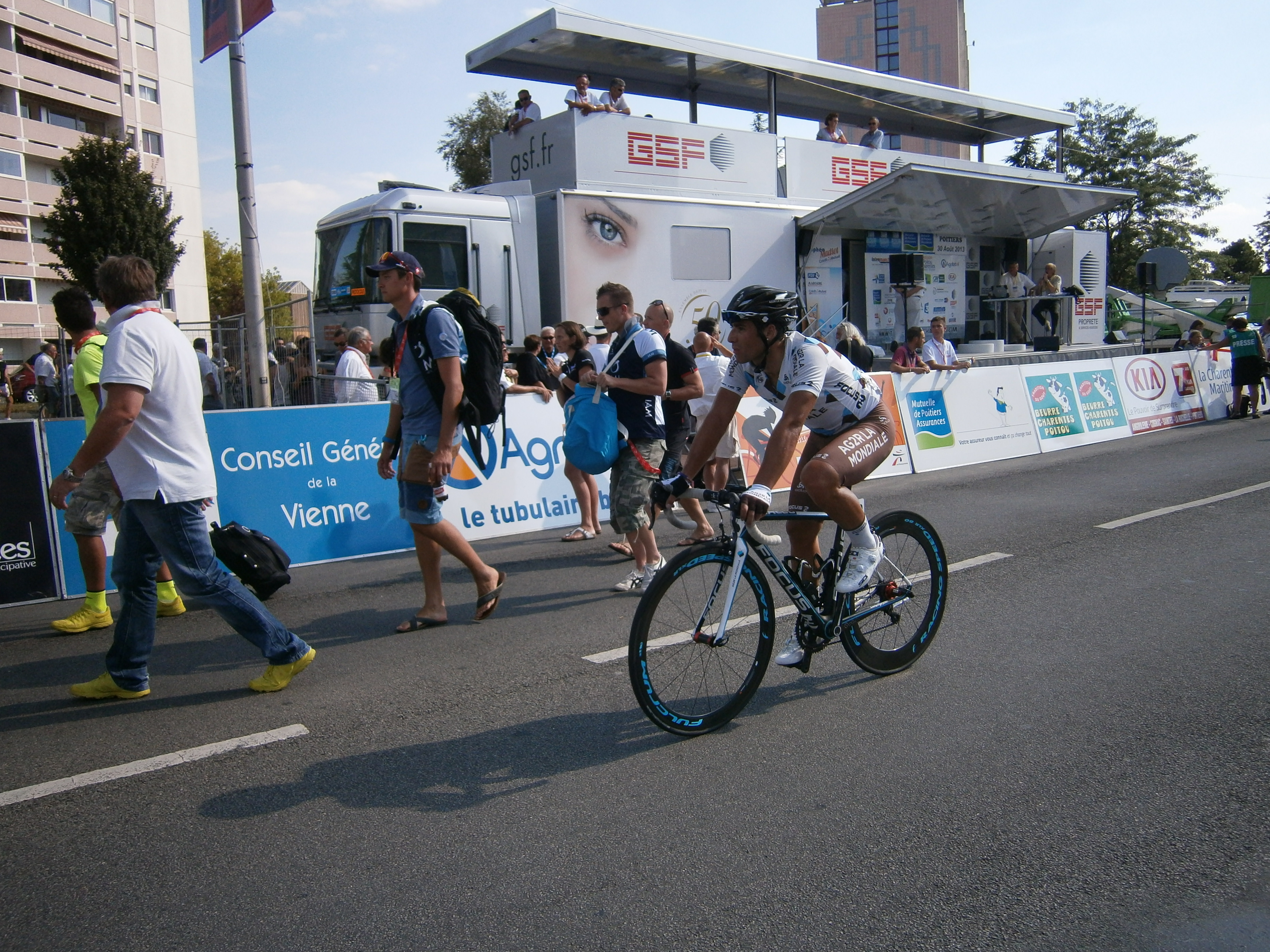
Davide Appollonio après l'arrivée de la 5e étape du Tour du Poitou-Charentes 2013.

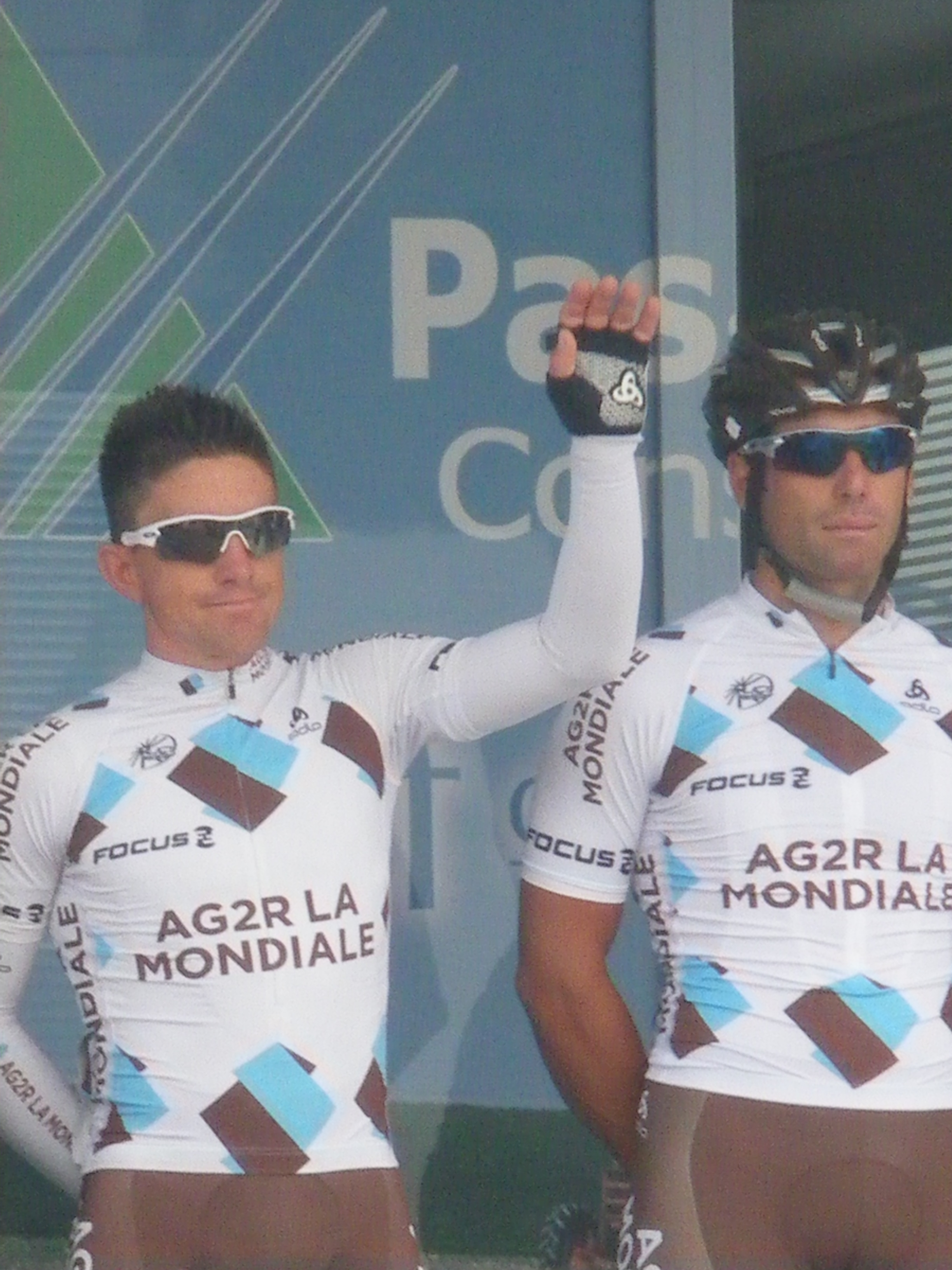
Davide Appollonio (à droite) avant le départ du Grand Prix d'Isbergues

Il rejoint en 2013 l'équipe française AG2R La Mondiale et commence la nouvelle saison en Australie, au Tour Down Under. Son meilleur résultat y est la 17e place de la dernière étape. En février, il se rend au Tour du Qatar où il obtient la dixième place de la quatrième étape remportée par Mark Cavendish et lance son coéquipier Yauheni Hutarovich sur la cinquième étape que ce dernier termine deuxième. Il termine ensuite deuxième de la première étape du Tour d'Oman. Il s'engage ensuite sur un printemps de classique, avec le Circuit Het Nieuwsblad qu'il termine 141e, puis la course par étapes Tirreno-Adriatico où il prend la dixième place de la deuxième étape après avoir lancé Manuel Belletti qui a pris la deuxième place. Il reprend son printemps de classiques avec beaucoup d'abandons : Milan-San Remo, À travers les Flandres, Grand Prix E3, le Tour des Flandres, Paris-Roubaix. À la suite de cette dernière course, il fait une pause avant de prendre le départ du Tour d'Italie où il est avec Manuel Belletti, un des deux sprinter de son équipe. Il termine notamment septième de la sixième étape, juste derrière Belletti, sixième, et onzième de la douzième étape où il emmène le sprint de Manuel Belletti qui termine une deuxième fois sixième. Il termine ce Giro à la 168e et dernière place. Après deux semaines de repos, il se rend sur le Tour de Luxembourg où il avait remporté une étape en 2011. Il n'y obtient aucun résultat majeur. Il n'est pas sélectionné par son équipe pour le Tour de France. Il prend donc le 20 juillet le départ du Tour de Wallonie. Il y est sixième de la troisième étape et douzième de la deuxième étape, et abandonne lors de la dernière étape. Sur l'Eneco Tour, Davide Appollonio est classé parmi les dix premiers de la première étape (8e) et de la troisième étape (9e) après avoir lancé le sprint de Manuel Belletti. Après avoir terminé à la dernière place du Giro il n'est pas sélectionné pour la Vuelta. Il participe en revanche à la Vattenfall Cyclassics qu'il termine 32e. Au Tour du Poitou-Charentes, il est trois fois parmi les dix premiers, dont un podium. Il termine également deuxième du classement par points. Il termine ensuite sa saison par des classiques: 65e de Brussels Cycling Classic, 56e du Grand Prix de Fourmies, 117e du Grand Prix de Wallonie, abandon sur le Grand Prix de la Somme, 92e du Grand Prix d'Isbergues, 109e de Binche-Tournai-Binche, un top 5 sur Paris-Bourges et enfin 103e de Paris-Tours sa dernière course de sa saison.
Davide Appollonio reprend la compétition au Tour de San Luis au lieu du Tour Down Under la saison précédente. Il obtient la 5e place de la 4e étape. Il se fracture ensuite la clavicule gauche durant la 6e étape et doit subir une opération chirurgicale. Il reprend la compétition lors du Grand Prix de Lugano. Il termine second de la Roma Maxima derrière Alejandro Valverde qui s'était échappée avec son coéquipier Domenico Pozzovivo. Il participe ensuite à Tirreno-Adriatico en remplacement de Blel Kadri,,. Il y est le sprinter de l'équipe et prend la 6e place de la seconde étape, et la 10e place sur la sixième étape. Il entame ensuite son printemps des classiques, participant à Milan-San Remo, qu'il termine 28e et meilleur coureur de son équipe, puis les classiques pavés avec À travers les Flandres puis le Grand Prix E3 et Gand Wevelgem. Il dispute le Tour des Flandres dans lequel il prend part à l'échappée matinale mais est victime d'une crevaison et finit par abandonner. Dans sa lancée, il prend la 6e place du Grand Prix de l'Escaut grâce au travail de ses coéquipiers Gediminas Bagdonas et Sébastien Turgot. Il ne prend, en revanche, pas part à Paris-Roubaix. Il effectue alors une coupure de vingt jours avant de prendre part au Tour de Romandie pour parfaire sa condition avant le Tour d'Italie. Sur l'épreuve suisse, seul une étape pouvait se prêter aux sprinters, il prendra la 4e place derrière l'échappée de trois coureurs. Sur le Giro, il participe aux sprints et améliore son meilleur classement sur une étape avec une 4e place sur la 3e étape. Il est hors délais lors de la onzième étape. Après une petite coupure d'une semaine et demie, il reprend la compétition en Suisse à l'issue du Grand Prix du canton d'Argovie et reste en Suisse pour le tour national qu'il abandonne lors de la 9e étape. Il abandonne également son championnat national remporté par Vincenzo Nibali. Il n'est pas sélectionné pour le Tour de France. Il engage donc une coupure sur l'ensemble du mois de juillet et ne reprend la compétition que lors du Tour de Pologne où il réalise deux top 10. Il enchaine avec l'Eneco Tour où il s'illustre sur la 2e étape, et la Vattenfall Cyclassics qu'il termine 11e.

#### 2015: retour en deuxième division et contrôle positif
Pour la saison 2015, Davide Appollonio signe un contrat avec l'équipe continentale professionnelle Androni Giocattoli, qui devient en cours de saison Androni Giocattoli-Sidermec.
Il est suspendu provisoirement par l'UCI à partir du 30 juin 2015 pour un contrôle positif à l'EPO hors-compétition datant du 14 juin 2015 avant d'être retiré de l'effectif le 21 août 2015. En avril 2016, il est suspendu quatre ans.

#### Depuis 2019: chez Amore & Vita
Il fait son retour à la compétition durant l'été 2019 au sein de l'équipe Amore & Vita-Prodir réputée pour donner une deuxième chance aux coureurs suspendus pour dopage. Dès son retour, il remporte la 1re étape du Tour du Portugal.

## Palmarès et résultats

### Palmarès amateur
| - 2007 - 4e étape du Tour de Toscane juniors - 4e étape de Tre Ciclistica Bresciana - 2e du Trophée de la ville de Loano - 3e du Tour de Toscane juniors | - 2009 - Florence-Empoli - Giro Colline Capannoresi - Gran Premio Pretola - Coppa Lanciotto Ballerini - 2e du Piccola Sanremo |

### Palmarès professionnel
| - 2010 - 4e étape du Tour du Limousin - 2e du Grand Prix de Fourmies - 2e du Tour de Vendée - 2011 - 3e étape du Tour de Luxembourg - 1re étape du Tour du Poitou-Charentes | - 2014 - 2e de la Roma Maxima - 2015 - 3e du Grand Prix du canton d'Argovie - 2019 - 1re étape du Tour du Portugal |

### Par courses

#### Courses à étapes
- Tour du Limousin : 1 étape (2010)[26]
- Tour méditerranéen :  maillot rouge pendant un jour (2011)
- Tour de Luxembourg : 1 étape (2011)[27]
- Ster ZLM Toer : Prix Jeremisse de la 4e étape (2011)
- Tour du Poitou-Charentes : 1 étape (2011),  maillot blanc pendant deux jours (2011),  maillot orange pendant trois jours (2011),  maillot vert pendant un jour (2011), prix du meilleur néo-professionnel de la 5e étape (2011)

### Résultats sur les grands tours

#### Tour d'Italie
Quatre participations
- 2011 : abandon (13e étape)
- 2013 : 168e
- 2014 : hors délais (11e étape)
- 2015 : 123e

### Classements mondiaux
| Année                                 | 2009 | 2010 | 2011 | 2012 | 2013 | 2014 | 2015 | 2016 | 2017 | 2018 | 2019  |
| ------------------------------------- | ---- | ---- | ---- | ---- | ---- | ---- | ---- | ---- | ---- | ---- | ----- |
| UCI World Tour                        |      |      | 145e | 222e | nc   | 190e |      | nc   | nc   | nc   |       |
| Classement mondial                    |      |      |      |      |      |      |      | nc   | nc   | nc   | 1365e |
| UCI Europe Tour                       | 536e | 52e  |      |      |      |      | 292e | nc   | nc   | nc   | 935e  |
|                                       |      |      |      |      |      |      |      |      |      |      |       |
| Légende : nc = non classéSource : UCI |      |      |      |      |      |      |      |      |      |      |       |